# Hans-Joachim Giersberg
Hans-Joachim Giersberg (* 9. März 1938 in Liegnitz; † 29. April 2014 in Potsdam) war ein deutscher Kunsthistoriker und Generaldirektor der Stiftung Preußische Schlösser und Gärten Berlin-Brandenburg.

## Werdegang
Giersberg studierte an der Humboldt-Universität zu Berlin Kunstgeschichte, Geschichte und Völkerkunde und promovierte 1975 mit einer Arbeit Zur Rolle Friedrichs II. von Preußen als Bauherr und Baumeister. Er war zunächst wissenschaftlicher Mitarbeiter im Park Sanssouci und ab 1978 Direktor der Schlösser.
Von 1991 bis 2001 war er Generaldirektor der Stiftung Preußische Schlösser und Gärten Berlin-Brandenburg (bis 1995 kommissarisch). Die Aufnahme der Schlösser und Parks von Potsdam und Berlin als UNESCO-Welterbestätten hat er wesentlich forciert.
Hans-Joachim Giersberg ist in Potsdam auf dem Bornstedter Friedhof bestattet.

## Ehrungen
- 2000: Bundesverdienstkreuz 1. Klasse
- 2001: Ehrenbürger von Potsdam
- 2005: Verdienstorden des Landes Brandenburg